# 吉叻·坦巴翁吉
吉叻·坦巴翁吉（羅馬化：Jira Danbowonkiat，1985年3月18日—），昵称Fluke，以3.75的成绩平均积点毕业于易三仓大学工商管理学院，荣获硕士学位（二等荣誉）的泰国男演员、歌手兼商人。代表作有《蒙心匿爱》、《金色光芒2012》。曾为RS集团旗下男团C-Quint的队长、主唱、领舞兼门面，现为泰国8频道旗下男演员。

## 个人生活
吉叻与老挝的主持人兼演员Sisangian Nguyen Sihalath（Apple）交往了10年后于2017年结成连理。